# The Best of Luck
The Best of Luck er en amerikansk stumfilm fra 1920 af Ray C. Smallwood.

## Medvirkende
- Kathryn Adams som Leslie MacLeod
- Jack Holt som Kenneth
- Lila Leslie som Blanche Westamere
- Fred Malatesta som Lanzana
- Frances Raymond